# クィントゥス・アエリウス・パエトゥス
クィントゥス・アエリウス・パエトゥス（Quintus Aelius Paetus、生没年不詳）は、紀元前2世紀初頭の共和政ローマの政治家・軍人。紀元前167年に執政官（コンスル）を務めた。

## 出自
パエトゥスはプレブス（平民）であるアエリウス氏族の出身。氏族最初の執政官は紀元前337年のプブリウス・アエリウス・パエトゥスであった。カピトリヌスのファスティによれば、父のプラエノーメン（第一名、個人名）はプブリウス、祖父はクィントゥスである。祖父クィントゥスは神祇官を務めており、紀元前217年の執政官選挙に立候補したが落選、紀元前216年のカンナエの戦いで戦死した。父プブリウスは紀元前201年の執政官である。また、紀元前198年の執政官セクストゥス・アエリウス・パエトゥス・カトゥスは叔父である。

## 経歴
パエトゥスは、おそらく紀元前177年に護民官を務めた。紀元前174年に父プブリウスが疫病で死去すると、終身制の公職であるアウグル（鳥占官）に就任した。紀元前170年にはプラエトル（法務官）に就任している。
パエトゥスの政治歴の頂点は紀元前167年に執政官に就任したことで、同僚執政官はマルクス・ユニウス・ペンヌスで、ペンヌスもまたプレブスであった。パエトゥスの管轄地域はガリア・キサルピナであった。両執政官ともリグリアで戦う必要があったが、勝利を得ることはできなかった。
パエトゥスのその後に関しては不明である。

## 参考資料

### 古代の資料
- カピトリヌスのファスティ
- ティトゥス・リウィウス『ローマ建国史』

### 研究書
- Klebs E. "Aelius 104" // Paulys Realencyclopädie der classischen Altertumswissenschaft. - 1893. - Bd. I, 1. - Kol. 526f
- Münzer F. "Aelius" // Paulys Realencyclopädie der classischen Altertumswissenschaft. - 1893. - Bd. I, 1. - Kol. 489.
- Münzer F. "Aelius 101" // Paulys Realencyclopädie der classischen Altertumswissenschaft. - 1893. - Bd. I, 1. - Kol. 526.
- Münzer F. "Aelius 103" // Paulys Realencyclopädie der classischen Altertumswissenschaft. - 1893. - Bd. I, 1. - Kol. 526-527.
- Münzer F. "Aelius 105" // Paulys Realencyclopädie der classischen Altertumswissenschaft. - 1893. - Bd. I, 1. - Kol. 527.